# Tarnania nemoralis
Tarnania nemoralis är en tvåvingeart som först beskrevs av Edwards 1941.  Tarnania nemoralis ingår i släktet Tarnania och familjen svampmyggor. Arten är reproducerande i Sverige. Inga underarter finns listade i Catalogue of Life.